# Colo
Der Colo (indonesisch: Gunung Colo) ist ein Vulkan auf der indonesischen Insel Una Una im Golf von Tomini. Der vergleichsweise niedrige Stratovulkan nimmt einen Großteil der Insel ein und erreicht eine Höhe von 507 m. Seine Caldera hat einen Durchmesser von zwei Kilometern. In ihr erhebt sich ein kleiner Zentralkegel. Vom Colo sind drei Ausbrüche bekannt. Der bisher letzte ereignete sich 1983 und verwüstete fast die gesamte Insel Una Una.
Der Vulkan ist vermutlich durch eine Rissbildung infolge eines Subduktions-Rollback im Golf von Tomini entstanden.

## Ausbruch 1898
Ein Ausbruch von 1898 richtete nur Sachschaden an. Die Einwohner waren zuvor evakuiert worden.

## Ausbruch 1983
Ein stärkerer Ausbruch des Colo kündigte sich durch eine Reihe vulkanischer Beben ab dem 9. Juli an. Eine erste Eruption erfolgte am 19. Juli. Infolge eines mächtigen Ausbruchs am 21. Juli verwüsteten pyroklastische Ströme schließlich geschätzte 80 % von Una Una. Die Bevölkerung war bis dahin evakuiert worden, so dass keine Opfer zu beklagen waren. Eine Rauch- und Aschewolke stieg bis in die Stratosphäre und erreichte das benachbarte Sulawesi. Ein Flugzeug der British Airways auf dem Weg nach Perth geriet am 23. Juli in die vulkanische Wolke und musste daraufhin nach Singapur umkehren. Bis Ende August 1983 erfolgten noch weitere heftige Explosionen am Colo, die letzte am 26. des Monats. Seither ist der Vulkan wieder ruhig. Bereits Mitte August 1983 besuchten die Vulkanologen Katia und Maurice Krafft die Insel und dokumentierten die Schäden.